# 2363 Cebriones
2363 Cebriones (1977 TJ3) là một thiên thể Troia của Sao Mộc được phát hiện ngày 4 tháng 10 năm 1977 ở Purple Mountain Observatory. Nó là một tiểu hành tinh được đặt tên theo tên của Cebriones, người lái xe ngựa cho Hector.